# DreamRiser
«DreamRiser» es el sexto sencillo de la cantante japonesa ChouCho. El sencillo salió a la venta el 24 de octubre de 2012, y aparece como tema de apertura en el anime de 2012 Girls und Panzer.

## Canciones
| #                                 | Canción                                     | Letra          | Composición  | Arreglos | Uso                                         |
| --------------------------------- | ------------------------------------------- | -------------- | ------------ | -------- | ------------------------------------------- |
| 1                                 | DreamRiser [3:58]                           | Saori Codama   | rino         | h-wonder | Tema de apertura del anime Girls und Panzer |
| 2                                 | Kamitsure wo Te ni (かみつれを手に?) [3:57] | mito           | mito         | mito     |                                             |
| 3                                 | life is blue back [5:10]                    | Hideki Hayashi | Junichi Sato | fhana    |                                             |
| 4                                 | DreamRiser (Off Vocal)                      | -              | -            | -        | -                                           |
| 5                                 | Kamitsure wo Te ni (Off Vocal)              | -              | -            | -        | -                                           |
| 6                                 | life is blue back (Off Vocal)               | -              | -            | -        | -                                           |
| DVD (Solo en la versión limitada) |                                             |                |              |          |                                             |
| DreamRiser (Vídeo musical)        |                                             |                |              |          |                                             |